# Тонкацу
Тонка́цу (яп. 豚カツ свиная котлета) — блюдо японской кухни, зажаренная во фритюре свинина. Кусочки свинины обмазывают панко, а затем обжаривают в масле. Существует два основных вида: филе и вырезка. Тонкацу также является основой для других блюд, таких как кацукарэ и кацудон.

## История
Тонкацу появилось в Японии в эпоху Мэйдзи в конце XIX века и произошло от французского блюда, известного как côtelette de veau — телячьей котлеты, обмазанной панировочными сухарями и обжаренной на сковороде с маслом.
Изначальный вариант обычно готовился из говядины, версия со свининой была создана в 1899 году в ресторане европейской кухни «Рэнгатэй» в Токио, Япония. Наравне с тэмпурой это довольно популярный в Японии представитель ёсёку — японских версий европейской кухни, изобретённых в конце XIX и начале XX веков, и называлась она кацурэцу или просто кацу.

## Приготовление
Кусочки отбитого свиного филе обваливают в муке, яйце, а затем в панировке панко. Получившиеся котлеты зажаривают во фритюре. Отбивные обычно подают вместе с нашинкованной капустой, долькой лимона и соусом тонкацу (вустерский соус, загущённый фруктовыми и овощными пюре). В ресторанах в дополнение к этому блюду зачастую подают пиалу варёного риса и тарелку мисосиру.

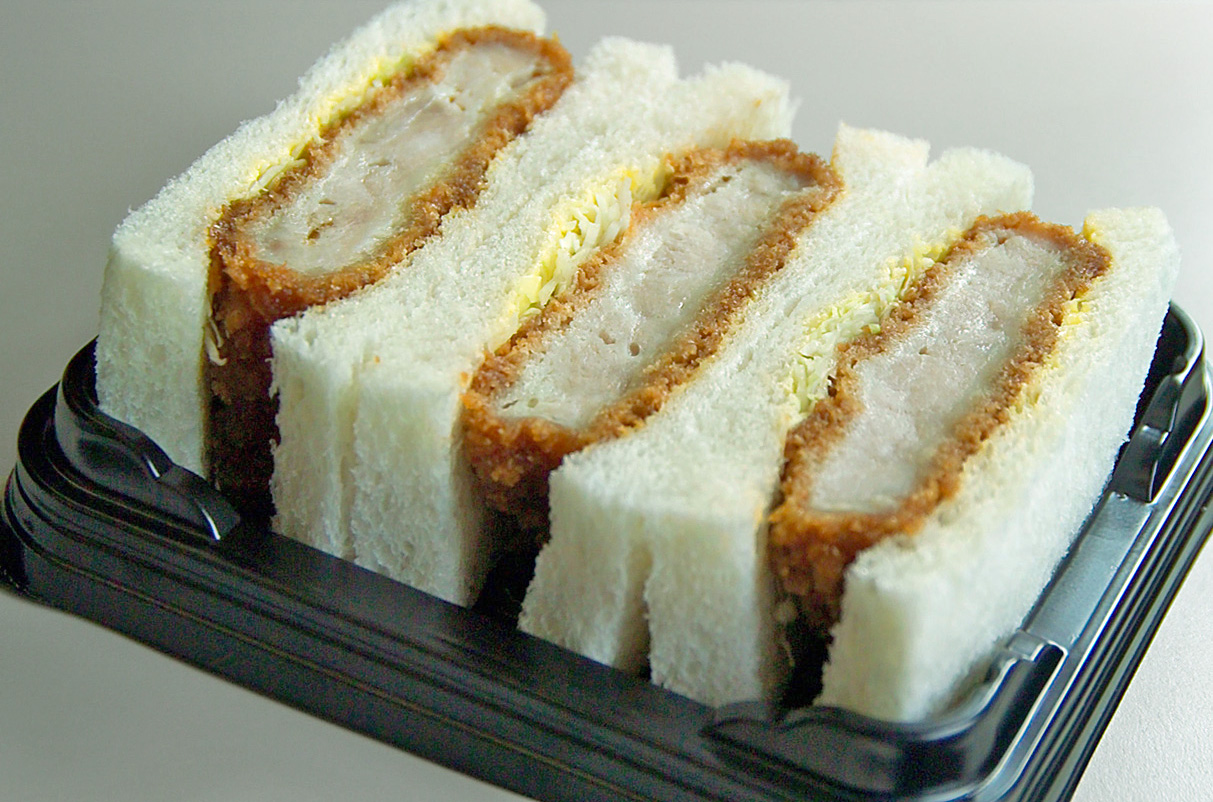
Кацу-сандо — сэндвич с тонкацу

Тонкацу также популярны как кацукарэ — подаваемый с японским карри, или как кацудон — тушёные с яйцом и бульоном, затем подаваемые на большой миске риса. Ещё одна популярная разновидность — кацу-сандо, сэндвич со тонкацу. Вероятно, берёт своё начало в ресторане тонкацу «Исэн». В 1930-х годах управляющий ресторана придумал эту концепцию, а затем усовершенствовал её, сделав сэндвич меньше, чтобы клиенты, состоящие из местных гейш, могли наслаждаться им, не стирая помаду.